# Mitchell Starc
Mitchell Aaron Starc (* 30. Januar 1990 in Baulkham Hills, Australien) ist ein australischer Cricketspieler, der seit 2010 für die australische Nationalmannschaft spielt. Zusammen mit dem australischen Team konnte er in allen drei Formaten (Cricket World Cup 2015, ICC Men’s T20 World Cup 2021 und ICC World Test Championship 2021–2023) jeweils ein Mal die Weltmeisterschaft gewinnen.

## Kindheit und Ausbildung
Sein jüngerer Bruder Brandon Starc ist im Hochsprung aktiv. Mitchell begann als Wicket-Keeper in der Kindheit, bevor er als Jugendlicher als Bowler umgeschult wurde.

## Aktive Karriere

### Anfänge in der Nationalmannschaft
Im Februar 2009 kam er ins Team von New South Wales, als Aaron Bird nach illegaler Bowling-Technik suspendiert worden war. Im Sommer 2010 war er dann Teil des Australian Institute of Sport, und konnte sich dort empfehlen. Nachdem sich Josh Hazlewood verletzte erhielt er eine Chance bei der Tour in Indien im Oktober 2010, wo der sei Debüt in der Nationalmannschaft in der ODI-Serie gab. Im Monat darauf konnte er gegen Sri Lanka 4 Wickets für 27 Runs erreichen. Sein Test-Debüt folgte im Dezember 2011 gegen Neuseeland. Im August 2012 reiste er mit dem Team in die Vereinigten Arabischen Emirate und erzielte dort im ODI gegen Afghanistan 4 Wickets für 47 Runs, wofür er als Spieler des Spiels ausgezeichnet wurde. Gegen Pakistan folgten dann sein erstes internationales Five-for (5/42), wofür er ebenfalls ausgezeichnet wurde. Nachdem ihm weitere vier Wickets (4/51) im letzten ODI gelangen erhielt er die Auszeichnung als Spieler der Serie. Auch absolvierte er sein erstes Twenty20 bei der Tour und konnte in seinem zweiten Spiel bei der Serie 3 Wickets für 11 Runs erreichen. Daraufhin wurde er für den ICC World Twenty20 2012 in Sri Lanka nominiert. Hier erzielte er in der Vorrunde gegen die West Indies (3/35) und Pakistan (3/20) jeweils drei Wickets. Nach dem Turnier spielte das Team eine Test-Serie gegen Südafrika und konnte dort im dritten Spiel 6 Wickets für 154 Runs erreichen. Auch konnte er in dem Spiel als Batter herausstechen als er ein Fifty über 68* Runs erzielte. In der folgenden Serie gegen Sri Lanka gelangen ihm 5 Wickets für 63 Runs im ersten und 3 Wickets für 71 Runs im zweiten Test. In der ODI-Serie gegen die West Indies konnte er dann noch zwei Mal fünf Wickets (5/20 und 5/32) erzielen.
Bei der ICC Champions Trophy 2013 hatte er dann nur einen Einsatz und konnte nicht herausstechen. Er kämpfte in der Zeit darum seinen Platz im Team zu sichern, da er häufig nur alternierend ins Spiel kam. Bei der Ashes-Series erreichte er drei Wickets (3/81, 3/76, 3/92) bei allen drei Einsätzen, und im dritten Test ein Fifty über 66* Runs. Kurz darauf zog er sich eine Rückenverletzung zu und musste pausieren. Erst zu Beginn des Jahres 2014 war er wieder fit genug für das Nationalteam und spielte beim ICC World Twenty20 2014, wo ihm als beste Leistung 2 Wickets für 50 Runs gegen die West Indies gelangen. Bei der ODI-Serie gegen Südafrika im November 2014 gelangen ihm im ersten Spiel 4 Wickets für 32 Runs. Daraufhin kam Indien nach Australien und in der Test-Serie gelang ihm zunächst ein Fifty (52 Runs), bevor er drei Wickets (3/106) im zweiten Spiel erzielte. Dies wurde von einem Drei-Nationen-Turnier mit den beiden Mannschaften und England gefolgt. Hier konnte er zunächst 4 Wickets für 42 Runs gegen England und dann 6 Wickets für 43 gegen Indien erreichen, wofür er jeweils ausgezeichnet wurde. Beim folgenden Cricket World Cup 2015 erzielte er dann gegen Neuseeland 6 Wickets für 28 Runs und gegen Schottland 4 Wickets für 14 Runs. Des Weiteren erzielte er in jedem Spiel mindestens zwei Wickets und beim Gewinn des Weltmeistertitels wurde er mit seinen 22 Wickets als Spieler des Turniers ausgezeichnet. Auch stieg er mit der Leistung auf den ersten Platz der ODI-Bowler-Rangliste des Weltverbandes auf.

### Wichtiger Bowler für Australien
Im Sommer 2015 erreichte er bei der Test-Serie in den West Indies jeweils ein Mal vier (4/28) und drei (3/34) Wickets. Bei der folgenden Ashes-Series gelangen ihm neben fünf (5/114) und sechs (6/111) Wickets auch zwei Fifties über 58 Runs. Jedoch hatte er während der Tour Probleme mit seinem Knöchel. In der zugehörigen ODI-Serie traf er den englischen Kapitän Eoin Morgan mit einem Bouncer am Kopf, so dass dieser aufgrund einer Gehirnerschütterung das Spiel verletzt aufgeben musste und die Saison beendete. Im November traf das Team auf Neuseeland, wobei ihm zwei Mal vier (4/57 und 4/119) Wickets und ein Mal drei (3/24) Wickets gelang. Jedoch erlitt er beim letzten Test eine Stressfraktur im Fuß und er musste nach einer weiteren Knöcheloperation mehrere Monate aussetzen. So verpasste er den ICC World Twenty20 2016 und kam erst im Juni 2016 wieder zurück ins Team. Bei einem Drei-Nationen-Turnier in den West Indies gelang ihm gegen Südafrika (3/51) und den Gastgeber (3/43) jeweils drei Wickets. Es folgte eine Tour in Sri Lanka. Die Test-Serie begann er mit vier Wickets (4/84), bevor ihm im zweiten Test insgesamt 11 Wickets (5/44 und 6/50) gelangen. Im letzten Test konnte er dann noch ein Mal fünf (5/63) Wickets erzielen, doch unterlag Australien in allen drei Spielen dem Gastgeber. Beim Sieg in der ODI-Serie erreichte er dann drei Mal drei Wickets (3/32, 3/53 und 3/40) und auch in der Twenty20-Serie konnte er drei (3/26) Wickets hinzufügen. Dem folgte eine weitere Operation am Schienbein.
Die Saison 2016/17 begann mit einer Test-Serie gegen Südafrika, bei der er zwei Mal vier Wickets (4/71 und 4/80), ein Mal drei Wickets (3/79) und ein Fifty (53 Runs). Gegen Neuseeland folgte eine ODI-Serie, bei der er 3 Wickets für 34 Runs erzielte. Zum Jahresabschluss kam Pakistan nach Australien. Im ersten Test gelangen ihm insgesamt sieben Wickets (3/63 und 4/119) und im zweiten noch ein Mal vier Wickets (4/36) und ein Fifty (84 Runs), womit er den Innings-Sieg sicherstellte. In der zugehörigen ODI-Serie fügte er 4 Wickets für 42 Runs hinzu und in Neuseeland konnte er in den ODIs ein weiteres Mal drei Wickets (3/62) erreichen. Die Saison endete dann mit einer Test-Serie in Indien, bei der er ein Fifty über 61 Runs erzielte. Jedoch musste er die Tour nach einer Stressfraktur im Fuß abbrechen. Bei der im Sommer stattfindenden ICC Champions Trophy 2017 konnte er 4 Wickets für 29 Runs im abgebrochenen Spiel gegen Bangladesch erreichen. Nach dem Turnier wurde jedoch festgestellt, dass seine Stressfraktur nicht vollkommen verheilt war und so musste er abermals aussetzen. Bei den Ashes im November war er wieder im Team. Nach insgesamt sechs Wickets (3/77 & 3/51) im ersten und acht Wickets (3/49 & 5/88) im zweiten Test konnte er noch ein Mal vier Wickets (4/91) im dritten Test erzielen. In der ODI-Serie kamen dann noch ein Mal vier Wickets (4/59) hinzu. Die Saison endete mit einer Test-Serie in Südafrika, bei der er im ersten Test insgesamt neun Wickets (5/34 und 4/75) erreichte und als Spieler des Spiels ausgezeichnet wurde. Aber kam er auch hier verletzt aus der Tour.

### Gewinn der Twenty20-Weltmeisterschaft
Im Dezember erreichte er in der Test-Serie gegen Indien zwei Mal drei Wickets (3/40 und 3/46). Jedoch verletzte er sich beim letzten Test der Tour und musste abermals aussetzen. Im März 2019 kam Sri Lanka nach Australien, wobei er im zweiten Test insgesamt zehn Wickets (5/54 und 5/46) erzielte und als Spieler des Spiels ausgezeichnet wurde. Im Juni fand dann in England der Cricket World Cup 2019 statt. Dort konnte er gegen die West Indies zunächst 5 Wickets für 46 Runs erzielen, bevor er Sri Lanka 4 Wickets für 55 Runs erreichte. Auch beim Vorrundensieg gegen England steuerte er vier Wickets (4/46) hinzu, bevor er gegen Neuseeland noch einmal 5 Wickets für 26 Runs erzielte. Doch schied das Team dann im Halbfinale gegen England aus. In der folgenden Ashes-Series wurde er nachdem Pat Cummins und Josh Hazlewood mit ihm um den Platz im Team konkurrierten nur bei einem Test eingesetzt und erreichte dort 3 Wickets für 80 Runs. Im November traf das Team dann auf Pakistan und nachdem er im ersten Test insgesamt sieben Wickets (4/52 und 3/73) erreichte, folgten im zweiten 6 Wickets für 66 Runs. Als Nächstes folgte eine Test-Serie gegen Neuseeland. Im ersten Test gelangen ihm insgesamt 9 Wickets (5/52 und 4/45), wofür er als Spieler des Spiels ausgezeichnet wurde. Im dritten Test konnte er dann noch ein Mal drei Wickets (3/25) erreichen. Gegen Indien konnte er dann vier (4/53) und drei (3/78) Wickets in den Tests und drei (3/56) weitere in den ODIs. Vor der Pause durch die COVID-19-Pandemie, konnte er dann noch ein Mal 3 Wickets für 23 Runs in der Twenty20-Serie in Südafrika erzielen, wofür er ausgezeichnet wurde.
Im September 2020 erreichte er in England 3 Wickets für 74 Runs in den ODIs. Während des Sommers erreichte er in der ODI-Serie in den West Indies nach fünf Wickets (5/48) im ersten Spiel zwei Mal drei Wickets (3/26 und 3/43) in den weiteren, wofür er als Spieler der Serie ausgezeichnet wurde. Im Oktober war er Teil des australischen Teams beim ICC Men’s T20 World Cup 2021. Hier gelangen ihm gegen Südafrika (für 32 Runs), Sri Lanka (für 27 Runs), Bangladesch (für 21 Runs) und im Halbfinale gegen Pakistan (für 38 Runs) jeweils zwei Wickets. Er hatte damit einen wichtigen Anteil beim Einzug ins Finale, wo sich Australien den Weltmeistertitel sichern konnte. Nach dem Turnier gelangen ihm bei der Ashes-Serie im Dezember 2021 gegen England vier Wickets (4/37) im zweiten und drei Wickets im dritten (3/29) und fünften (3/53) Test. Die Saison beendete er mit einer Test-Serie in Pakistan, wo ihm im zweiten Test drei (3/29) und im dritten Test vier (4/33) Wickets gelangen. Im Juni erreichte er in Sri Lanka im ersten Twenty20 drei Wickets (3/26) und im zweiten Test vier Wickets (4/89). In den folgenden ODI-Serien gegen Simbabwe und Neuseeland erreichte er dann jeweils drei Wickets. Vor der folgenden Weltmeisterschaft erreichte er in der Twenty20-Serie gegen die West Indies 4 Wickets für 20 Runs. Beim ICC Men’s T20 World Cup 2022 war seine beste Leistung dann 2 Wickets für 43 Runs gegen Irland. Jedoch war seine Leistung beim Turnier eher enttäuschend.

### Gewinn der Test-Weltmeisterschaft
In der ODI-Serie gegen England im November erreichte er dann 4 Wickets für 47 Runs. Daraufhin konzentrierte sich das australische Team auf Test-Cricket. Gegen die West Indies erzielte er zwei Mal drei Wickets (3/51 und 3/29). Dies gelang ihm auch ein Mal (3/41) gegen Südafrika. Bei der ODI-Serie in Indien im März erreichte er drei (3/49) und fünf (5/53) Wickets. Für letzteres wurde er als Spieler des Spiels ausgezeichnet. Beim Finale der ICC World Test Championship 2021–2023 konnte er dann insgesamt vier Wickets (2/71 und 2/77) beisteuern und hatte so wichtigen Anteil am Gewinn der Weltmeisterschaft. Nach dem Spiel bestritt das Team gegen England die Ashes. Hier begann er im zweiten Test mit zwei Mal drei Wickets (3/88 und 3/79), bevor er im dritten Test 5 Wickets für 78 Runs beisteuern konnte. Im letzten Test erreichte er noch ein Mal insgesamt acht Wickets (4/82 und 4/100), was jedoch nicht zum Seriensieg ausreichte. Trotz einer weiteren Verletzung war er dann für den Cricket World Cup 2023 in Indien einsetzbar.

## Privates
Starc heiratete im Jahr 2016 seine Lebenspartnerin, die Cricket-Spielerin Alyssa Healy.